# 39748 Guccini
39748 Guccini este un asteroid din centura principală, descoperit pe 28 ianuarie 1997, de Luciano Tesi și Gabriele Cattani.